# Drievliet (Ridderkerk)
Drievliet is een wijk in het oosten van de Nederlandse gemeente Ridderkerk. De wijk heeft ongeveer 11.000 inwoners. In de jaren 90 werd de nieuwbouwwijk 't Zand toegevoegd, die grenst aan Drievliet. Vanwege de nabijheid worden Drievliet en 't Zand vaak in één adem genoemd.
Naast Drievliet ligt het Oosterpark, dat grenst aan de rijksweg A15. In 't Zand is een centraal gelegen park aangelegd, met een vijver en diverse speelmogelijkheden voor kinderen, zoals een voetbalveld en een speeltuin.
Drievliet is onderverdeeld in drie delen: Vogelvliet, Visvliet en Molenvliet. Elke straat in dit gebied is vernoemd naar een vis, vogel of molen. De wijk beschikt onder andere over een sporthal en een kunstgras voetbalveld.
Sinds 2009 hebben Drievliet en 't Zand buurtpreventieteams, die bijdragen aan de veiligheid in de wijken. Buurtpreventie Drievliet - 't Zand is actief in beide wijken.